# Uševce
Uševce (en serbe cyrillique : Ушевце) est un village de Serbie situé sur le territoire de la Ville de Vranje, district de Pčinja. Au recensement de 2011, il comptait 118 habitants.

## Démographie
| 1948 | 1953 | 1961 | 1971 | 1981 | 1991 | 2002 | 2011 |
| ---- | ---- | ---- | ---- | ---- | ---- | ---- | ---- |
| 426  | 453  | 423  | 363  | 292  | 229  | 184  | 118  |

|  |